# Botnssúlur

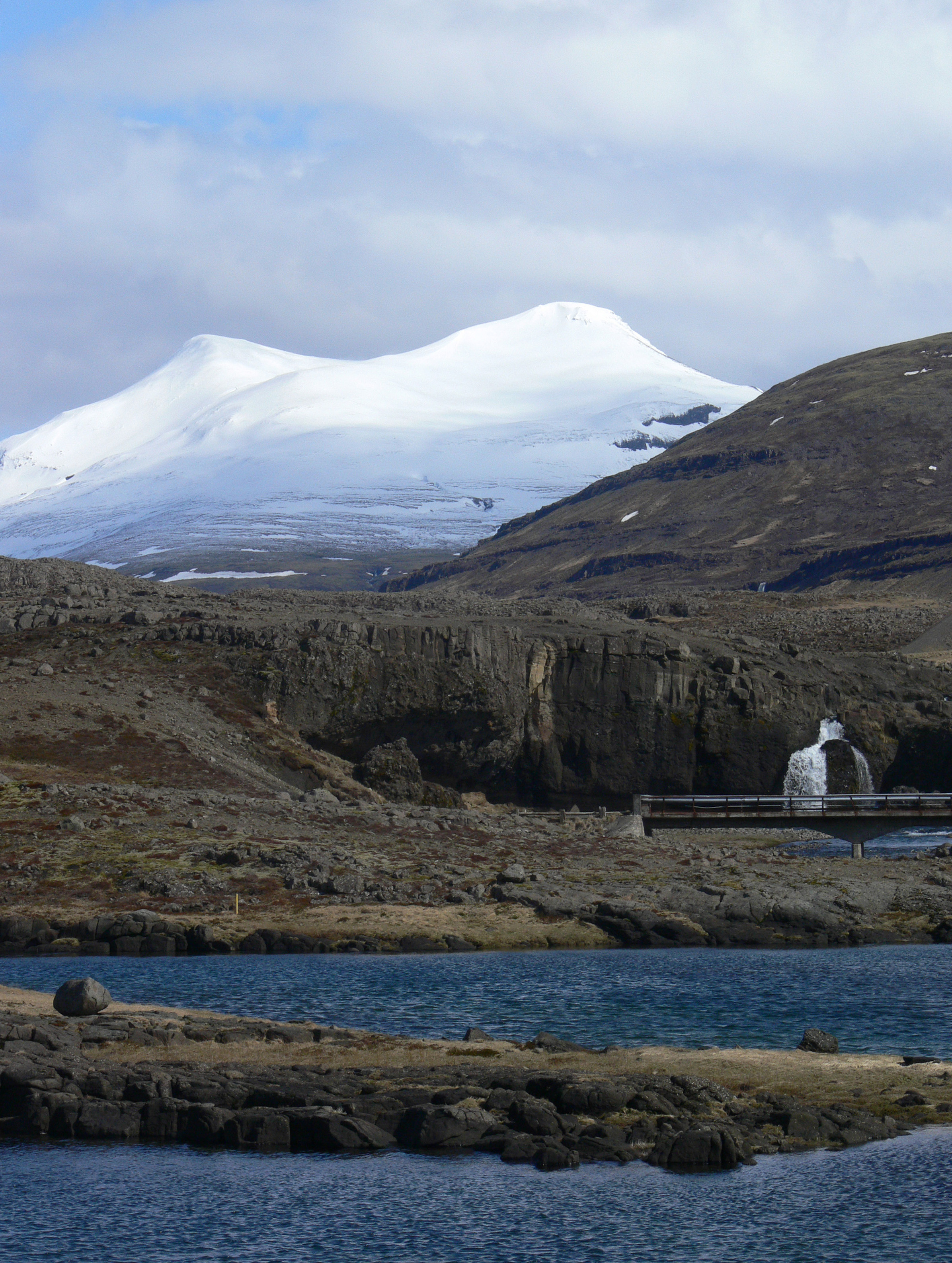
Die Säulen des Botnssúlur im Hintergrund

Beim Botnssúlur (1095 m) handelt es sich um einen erodierten und erloschenen Tafelvulkan im Westen von Island. Der Berg befindet sich im Gemeindedreieck von Hvalfjarðarsveit, Kjós und Bláskógabyggð.

## Lage
Der Berg erhebt sich unweit des Fjordes Hvalfjörður. Er liegt nur wenige Kilometer südöstlich des Tafelvulkans Hvalfell und des Wasserfalls Glymur sowie etwa 20 km nördlich von Þingvellir.

## Beschreibung
Im Grunde handelt es sich um ein Gebirgsmassiv, das aus verschiedenen, miteinander verbundenen Gipfeln eines erodierten Vulkans besteht.
Die Gipfel heißen Vestursúla (1086 m), Syðstasúla (1093 m), Miðsúla sowie Súlnaberg (954 m), und außerdem gibt es einen namenlosen Gipfel.

## Vulkanismus
Der Vulkan war in der Eiszeit aktiv, genauer vor etwa 3–4 Kaltzeiten. Danach haben ihn Talgletscher und andere Eiszeitgletscher erodiert, so dass man nur noch geringe Teile der Basaltdecke erkennen kann. Die unteren noch erhaltenen Teile bestehen wie meist bei dieser Art von Bergen aus Palagonit.

## Wandern und Bergsteigen
Beliebte Wanderungen zu Füßen des Bergmassivs führen etwa auf einem alten Verbindungsweg, dem Leggjabrjótur nach Þingvellir oder aus dem Botnsdalur zum Wasserfall Glymur.
Von den fünf Gipfeln wird meist der südlichste bestiegen: Syðstasúla.